# Amerika hledá topmodelku
Amerika hledá topmodelku (v anglickém originále America's Next Top Model, též zkráceně ANTM, či Top Model) je americká televizní soutěž s prvky reality show z oblasti modelingu. Tváří, jednou z porotkyň a moderátorkou soutěže je supermodelka Tyra Banks. 23. řadu moderovala zpěvačka Rita Ora. Cílem soutěže (jak již napovídá její název) je nalézt novou topmodelku Ameriky. Od roku 2016 show vysílá americká stanice VH1.
Soutěž zaměstnává panel tří (13.-18., 21.-22. řáda) a čtyř (1.-12., 19-20., 23.-24. řada) porotců, kteří kritizují soutěžící během soutěže. Původní panel se skládal z Tyry Banks, Janice Dickinson, Beau Quillian a Kimory Lee Simmons.

## Průběh soutěže
Hlavní část soutěže předcházejí krátké pohovory s panelem porotců. Z velkého množství uchazečů je vybráno dvacet soutěžících a tento počet se záhy sníží na 10-16 finalistů, pro které je vyhrazeno zázemí, typicky v New York City, nebo Los Angeles, kde větší část soutěže probíhá.
Hlavní část soutěže, jakési širší finále, probíhá v kolech, které odpovídají jednotlivým odvysílaným epizodám. Každé kolo a epizoda obsahuje většinou „mini výzvu“ (mini challenge, vedlejší úkol, jež soutěžícímu, která ji vyhraje, většinou přináší nějakou cenu nebo výhodu v daném kole) a poté hlavní úkol, jimž je většinou focení, může to být ale i točení reklamy, casting, předvedení určitého modelu a podobně. Jedná se o klasický vyřazovací model, kdy na konci každého kola je na základě zhodnocení porotců vyřazena ten soutěžící, který se v daném kole nejméně dařilo.
Ve vysílaných epizodách nechybí ani záběry ze soužití finalistů v jejich prozatímním sídle ve stylu reality show (dříve či později dochází k různým neshodám, paktování, sympatiím a antipatiím…), někdy sami porotci nebo specialisté na tu či onu složku modelingu soutěžící navštíví a věnují jim v ní krátký rychlokurz pro úkol, který je čeká.
V pozdějších fázích se soutěž přesouvá i do jiných míst světa, kde pokračují focení a další úkoly – jejich náročnost se stupňuje, zato může přecházet i v reálné zakázky, které výherce vedlejších úkolů získájí. Finále, ve kterém zbývají jen dva soutěží o titul, soutěž vrcholí módní přehlídkou, na níž mají finalisté ukázat v plném spektru své vlohy i to, co se naučili.
Ultimátní výhrou je právo používat titul „America's Top Model“, mediální prostor v některém z módních časopisů, kosmetické produkty, finanční obnos a kontrakt s modelingovou agenturou.

## Přehled
| Řada | Premiéra   | Výherce           | Druhé místo            | Počet účastníků | Mezinárodní destinace        |
| ---- | ---------- | ----------------- | ---------------------- | --------------- | ---------------------------- |
| 1    | 20.5.2003  | Adrianne Curry    | Shannon Stewart        | 10              | Paříž                        |
| 2    | 13.1.2004  | Yoanna House      | Mercedes Scelba-Shorte | 12              | Milán,Como a Verona          |
| 3    | 22.9.2004  | Eva Pigford       | Yaya DaCosta           | 14              | Montego Bay, Tokyo           |
| 4    | 2.3.2005   | Naima Mora        | Kahlen Rondot          | 14              | Kapské Město                 |
| 5    | 21.9.2005  | Nicole Linkletter | Nik Pace               | 13              | Londýn                       |
| 6    | 8.3.2006   | Danielle Evans    | Joanie Dodds           | 13              | Bangkok & Phuket             |
| 7    | 20.9.2006  | CariDee English   | Melrose Bickerstaff    | 13              | Barcelona                    |
| 8    | 28.2.2007  | Jaslene Gonzalez  | Natasha Galkina        | 13              | Sydney                       |
| 9    | 19.9.2007  | Saleisha Stowers  | Chantal Jones          | 13              | Šanghaj & Peking             |
| 10   | 20.2.2008  | Whitney Thompson  | Anya Kop               | 14              | Řím                          |
| 11   | 3.9.2008   | McKey Sullivan    | Samantha Potter        | 14              | Amsterdam                    |
| 12   | 4.3.2009   | Teyona Anderson   | Allison Harvard        | 13              | São Paulo                    |
| 13   | 9.9.2009   | Nicole Fox        | Laura Kirkpatrick      | 14              | Maui                         |
| 14   | 10.3.2010  | Krista White      | Raina Hein             | 14              | Auckland & Queenstown        |
| 15   | 8.9.2010   | Ann Ward          | Chelsey Hersley        | 14              | Venice, Milan, Como a Verona |
| 16   | 23.2.2011  | Brittani Kline    | Molly O'Connell        | 14              | Marrakech                    |
| 17   | 14.9.2011  | Lisa D'Amato      | Allison Harvard        | 14              | Kréta & Santorini            |
| 18   | 29.2.2012  | Sophie Sumner     | Laura LaFrate          | 14              | Toronto Macao Hongkong       |
| 19   | 24.8.2012  | Laura James       | Kiara Belen            | 13              | Ocho Rios & Montego Bay      |
| 20   | 2.8.2013   | Jourdan Miller    | Marvin Cortes          | 16              | Bali                         |
| 21   | 18.8.2014  | Keith Carlos      | Will Jardell           | 14              | Seoul                        |
| 22   | 5.8.2015   | Nyle DiMarco      | Mamé Adjei             | 14              | Las Vegas                    |
| 23   | 12.12.2016 | India Gants       | Tatiana Price          | 14              | Žádná                        |
| 24   | 9.1.2018   |                   |                        | 15              |                              |

## Vysílání

Logo používané od roku 2003 do 2006 na stanici UPN.

Logo používané od roku 2006 do roku 2015 na stanici The CW.

První řada (řady v původním znění se nazývají Cycles) proběhla v roce 2003, první epizoda se vysílala 20. května na stanici UPN. Ta byla poté v roce 2006 sloučena se stanicí The WB a tím se soutěž přesunula na stanici The CW, která pořad vysílala do roku 2015, kdy byl zrušen. V roce 2016 práva odkoupila stanice VH1, která současně pořad vysílá.
V Česku pořad vysílala stanice Prima Love.
Soutěž se v průběhu posledních let stala velmi úspěšnou (v USA ji sleduje typicky 2-5 milionů diváků, vysílá se v 170 zemích světa) a podle původního formátu vznikly klony (frančízy) v 45 jiných zemích.

## Zajímavost
- V letech 2008–2009 v soutěži jako porotce a mentor účinkovala Pavlína Pořízková.